# Silvia Cosimini
Silvia Cosimini (Montecatini Terme, 9 giugno 1966) è una traduttrice e critica letteraria italiana.

## Biografia
Laureata in Lingua e letteratura inglese all'Università degli Studi di Firenze (1992), con studi in Irlanda (Cork, Dublino) e in Galles, ha poi preso una seconda laurea, in Lingua e cultura islandese, all'Università d'Islanda (1996). Ha tradotto numerose opere di autori islandesi, classici o emergenti, dall'islandese o, più raramente, dall'inglese.
Nel 2011 le è stato conferito il Premio nazionale per la Traduzione. Attualmente è docente di Lingua e letteratura islandese all'Università degli Studi di Milano.

## Opere principali
- Hallgrímur Pétursson e i Salmi. La letteratura religiosa in Islanda dopo la Riforma, in La letteratura cristiana in Islanda, a cura di Carla del Zotto, Roma, Carocci, 2010, p. 55 ss.
- Tre poeti d'Islanda, in «In forma di parole», 2005, n. 3
- Biblioteche, scriptoria e centri di diffusione della cultura nel medioevo islandese, in «Linguistica e Filologia», 2000, n. 10, p. 161 ss.
- Otto poeti islandesi del Novecento, saggio e traduzioni, in «Poesia», 2000, n. 136, p. 46 ss.

## Traduzioni
- Arnaldur Indriðason, Sotto la città (2005); La signora in verde (2006); La voce (2008); Un corpo nel lago (2009); Un grande gelo (2010); Un caso archiviato (2010); Un doppio sospetto (2011); Cielo Nero (2012); Le abitudini delle volpi (2013); Sfida cruciale (2013), tutti per Guanda
- Guðbergur Bergsson, Il cigno, Il Saggiatore, Milano, 2001
- Guðrún Eva Mínervudóttir, Il circo dell'arte e del dolore, Scritturapura, Villa San Secondo, 2007; Il creatore, Scritturapura, Asti 2010
- Halldór Kiljan Laxness, Gente indipendente, Iperborea, Milano, 2005; Il concerto dei pesci, Iperborea, Milano, 2008
- Hallgrímur Helgason, 101 Reykjavík, Guanda, Milano, 2001; Il più grande scrittore d'Islanda, Guanda, Milano, 2003; Toxic. Come smettere di ammazzare la gente e imparare a lavare i piatti, ISBN, Milano, 2010
- Hallgrímur Pétursson, I Salmi della Passione, Ariele, Milano, 1998 (in collaborazione)
- Hrafnhildur H. Guðmundsdóttir, Io sono il Maestro, Iperborea, Milano, 2003 (in collaborazione)
- Jón Kalman Stefánsson, Crepitio di Stelle (2020); I pesci non hanno gambe (2015); Il cuore dell'uomo (2014); Luce d'estate: ed è subito notte (2013); La tristezza degli angeli (2012); Paradiso e inferno (2011), tutti per Iperborea
- Kristín Marja Baldursdóttir, Il sorriso dei gabbiani, Elliot Edizioni, Roma, 2010
- Örvar Þóreyjarson Smárason, Scapigliata, lisciata, Scritturapura, Villa San Secondo, 2008
- Sólveig Jónsdóttir, Reykjavík Café, Sonzogno, Milano, 2015
- Sjón, La volpe azzurra. Skugga-Baldur: una leggenda islandese, Mondadori, Milano, 2006
- Svava Jakobsdóttir, Tutto in ordine, Le Lettere, Firenze, 1999 (curatrice)
- Thor Vilhjálmsson, La corona d'alloro, Iperborea, Milano 2011; Il muschio grigio arde, Iperborea, Milano 2002
- Þorvaldur Þorsteinsson, Mi chiamo Blidfinn, ma puoi chiamarmi Bobo, Salani, Milano, 2009
- Vésteinn Ólason, Dialoghi con l'era vichinga, Edizioni Parnaso, Trieste, 2007
- Yrsa Sigurðardóttir, Cenere, il Saggiatore, 2014; Mi ricordo di te, il Saggiatore, 2012
- Jón R. Hjálmarsson, Atlante leggendario delle strade d’Islanda, Iperborea, Milano, 2017
- Halldóra K. Thoroddsen, Doppio vetro, Iperborea, Milano, 2019